# Noron-l'Abbaye
Pour les articles homonymes, voir Noron.
Noron-l'Abbaye est une commune française, située dans le département du Calvados en région Normandie, peuplée de 317 habitants.

## Géographie
La commune est en campagne de Falaise et se situe à 3,5 kilomètres de Falaise et à 37 kilomètres de Caen, dans la vallée de l'Ante.
| Villers-Canivet     | Saint-Pierre-Canivet  | Aubigny               |
| Martigny-sur-l'Ante | Noron-l'Abbaye        | Falaise               |
| Martigny-sur-l'Ante | Saint-Martin-de-Mieux | Saint-Martin-de-Mieux |

### Hydrographie
La commune est située dans le bassin Seine-Normandie. Elle est drainée par l'Ante, le ruisseau de Noron, le ruisseau de Manque-Souris et divers autres petits cours d'eau,.
L'Ante, d'une longueur de 20 km, prend sa source dans la commune de Martigny-sur-l'Ante et se jette  dans la Dives à Morteaux-Coulibœuf, après avoir traversé neuf communes. 

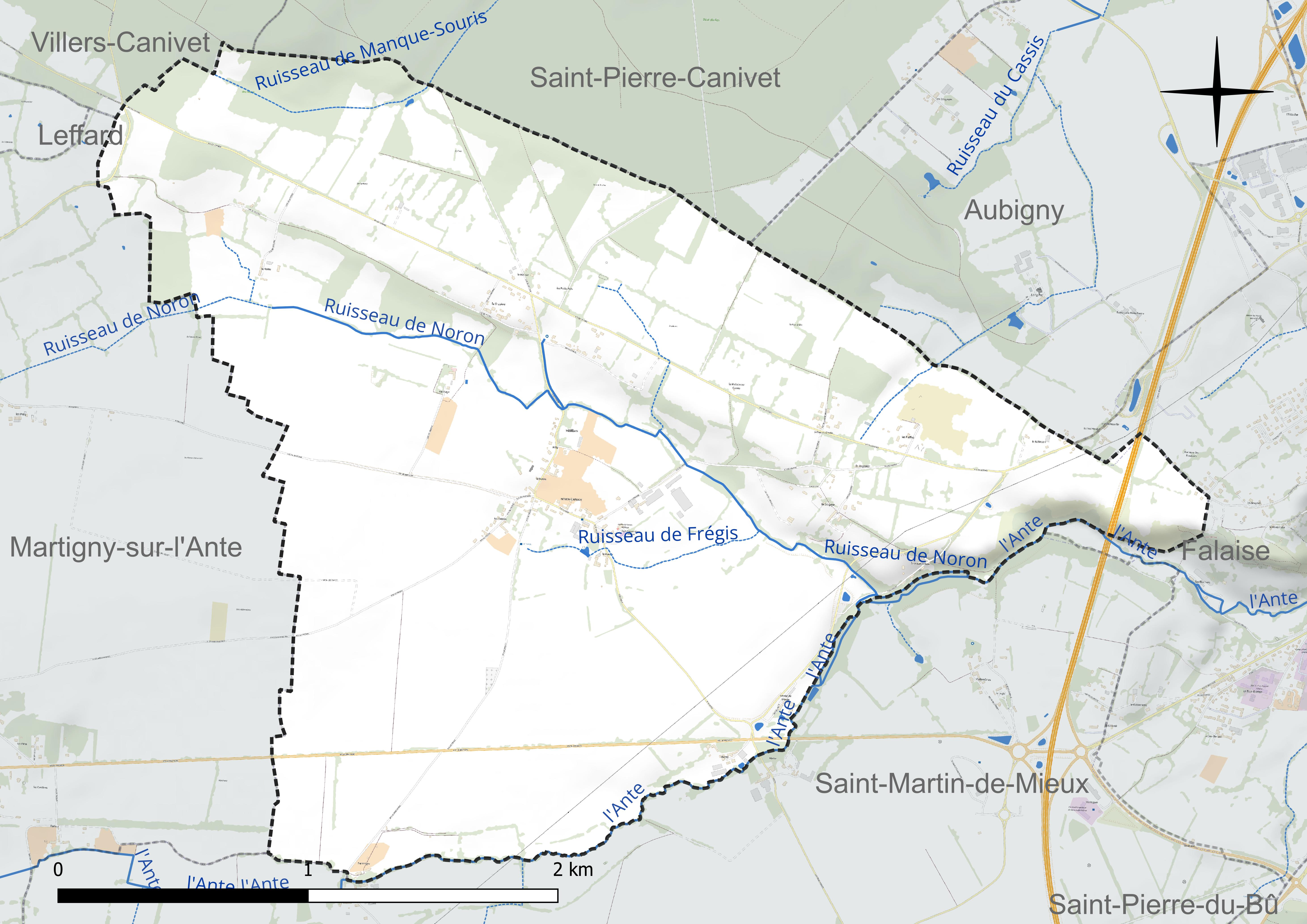
Réseau hydrographique de Noron-l'Abbaye.

### Climat
Pour des articles plus généraux, voir Climat de la Normandie et Climat du Calvados.
En 2010, le climat de la commune est de type climat océanique altéré, selon une étude du CNRS s'appuyant sur une série de données couvrant la période 1971-2000. En 2020, Météo-France publie une typologie des climats de la France métropolitaine dans laquelle la commune est exposée à un climat océanique et est dans la région climatique  Normandie (Cotentin, Orne), caractérisée par une pluviométrie relativement élevée (850 mm/a) et un été frais (15,5 °C) et venté. Parallèlement le GIEC normand, un groupe régional d'experts sur le climat, différencie quant à lui, dans une étude de 2020, trois grands types de climats pour la région Normandie, nuancés à une échelle plus fine par les facteurs géographiques locaux. La commune est, selon ce zonage, exposée à un « climat contrasté des collines », correspondant au Bocage normand, bien arrosé, voire très arrosé sur les reliefs les plus exposés au flux d'ouest, et frais en raison de l'altitude.
Pour la période 1971-2000, la température annuelle moyenne est de 10,2 °C, avec  une amplitude thermique annuelle de 13,2 °C. Le cumul annuel moyen de précipitations est de 796 mm, avec 12,4 jours de précipitations en janvier et 7,6 jours en juillet. Pour la période 1991-2020, la température moyenne annuelle observée sur la station météorologique la plus proche, située sur la commune de Damblainville à 10 km à vol d'oiseau, est de 11,6 °C et le cumul annuel moyen de précipitations est de 716,8 mm,. Pour l'avenir, les paramètres climatiques de la commune estimés pour 2050 selon différents scénarios d'émission de gaz à effet de serre sont consultables sur un site dédié publié par Météo-France en novembre 2022.

## Urbanisme

### Typologie
Au 1er janvier 2024, Noron-l'Abbaye est catégorisée commune rurale à habitat dispersé, selon la nouvelle grille communale de densité à 7 niveaux définie par l'Insee en 2022.
Elle est située hors unité urbaine. Par ailleurs la commune fait partie de l'aire d'attraction de Caen, dont elle est une commune de la couronne,. Cette aire, qui regroupe 296 communes, est catégorisée dans les aires de 200 000 à moins de 700 000 habitants,.

### Occupation des sols
L'occupation des sols de la commune, telle qu'elle ressort de la base de données européenne d'occupation biophysique des sols Corine Land Cover (CLC), est marquée par l'importance des territoires agricoles (92,4 % en 2018), une proportion identique à celle de 1990 (92,4 %). La répartition détaillée en 2018 est la suivante : 
prairies (50,5 %), terres arables (41,9 %), forêts (7,6 %), zones urbanisées (0,1 %). L'évolution de l'occupation des sols de la commune et de ses infrastructures peut être observée sur les différentes représentations cartographiques du territoire : la carte de Cassini (XVIIIe siècle), la carte d'état-major (1820-1866) et les cartes ou photos aériennes de l'IGN pour la période actuelle (1950 à aujourd'hui).

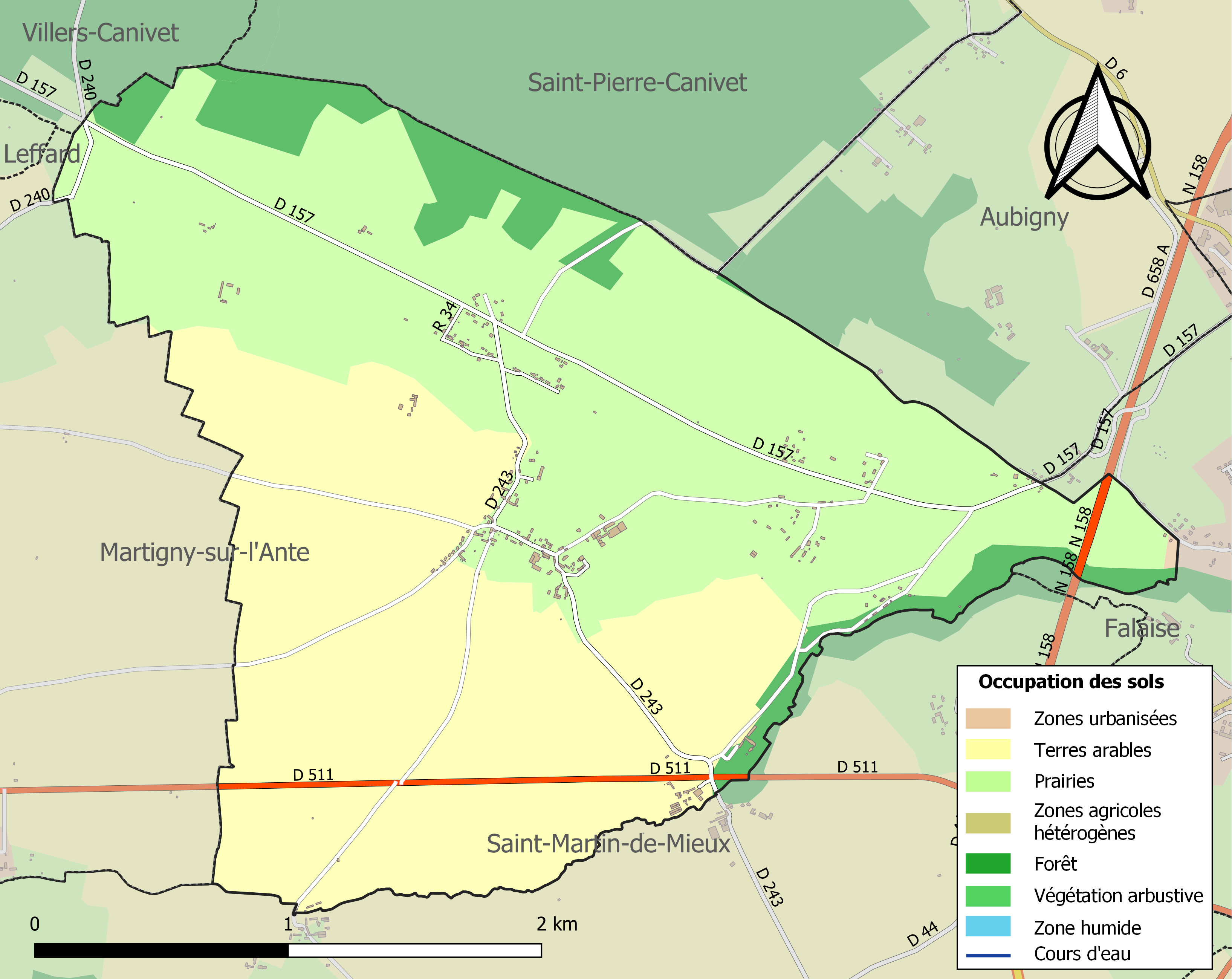
Carte des infrastructures et de l'occupation des sols de la commune en 2018 (CLC).

## Toponymie
Noron-l'Abbaye, Noronnium en 1297 : le toponyme est sans doute issu d'un anthroponyme gaulois (Norus) ou germanique (Northerus).
En 1920, Noron devient Noron-l'Abbaye, faisant ainsi référence à l'ancien prieuré.
Le gentilé est Noronnais.

## Politique et administration
| Période                                  | Période    | Identité            | Étiquette | Qualité     |
| ---------------------------------------- | ---------- | ------------------- | --------- | ----------- |
| 1995                                     | mars 2008  | Daniel Martin       | SE        | Agriculteur |
| mars 2008                                | avril 2014 | Claude Poussard     | SE        |             |
| avril 2014                               | En cours   | Jean-René Gieszczyk | SE        | Retraité    |
| Les données manquantes sont à compléter. |            |                     |           |             |

Le conseil municipal est composé de onze membres dont le maire et deux adjoints.

## Démographie
L'évolution du nombre d'habitants est connue à travers les recensements de la population effectués dans la commune depuis 1793. Pour les communes de moins de 10 000 habitants, une enquête de recensement portant sur toute la population est réalisée tous les cinq ans, les populations de référence des années intermédiaires étant quant à elles estimées par interpolation ou extrapolation. Pour la commune, le premier recensement exhaustif entrant dans le cadre du nouveau dispositif a été réalisé en 2004.
En 2022, la commune comptait 317 habitants, en évolution de +1,6 % par rapport à 2016 (Calvados : +1,58 %, France hors Mayotte : +2,11 %).
Noron a compté jusqu'à 424 habitants en 1846.
| 1793 | 1800 | 1806 | 1821 | 1831 | 1836 | 1841 | 1846 | 1851 |
| ---- | ---- | ---- | ---- | ---- | ---- | ---- | ---- | ---- |
| 298  | 239  | 344  | 375  | 398  | 369  | 366  | 424  | 392  |

| 1856 | 1861 | 1866 | 1872 | 1876 | 1881 | 1886 | 1891 | 1896 |
| ---- | ---- | ---- | ---- | ---- | ---- | ---- | ---- | ---- |
| 325  | 295  | 291  | 296  | 285  | 248  | 223  | 216  | 182  |

| 1901 | 1906 | 1911 | 1921 | 1926 | 1931 | 1936 | 1946 | 1954 |
| ---- | ---- | ---- | ---- | ---- | ---- | ---- | ---- | ---- |
| 222  | 219  | 211  | 174  | 195  | 175  | 173  | 179  | 219  |

| 1962 | 1968 | 1975 | 1982 | 1990 | 1999 | 2004 | 2006 | 2009 |
| ---- | ---- | ---- | ---- | ---- | ---- | ---- | ---- | ---- |
| 232  | 192  | 182  | 184  | 211  | 220  | 223  | 236  | 321  |

| 2014 | 2019 | 2022 | - | - | - | - | - | - |
| ---- | ---- | ---- | - | - | - | - | - | - |
| 320  | 320  | 317  | - | - | - | - | - | - |

## Lieux et monuments
La commune de Noron-l'Abbaye abrite le prieuré Saint-Pierre, construit par Guillaume Pantol en  1072, seigneur du lieu. Quoique très endommagée durant la Seconde Guerre mondiale, on peut voir encore une petite église romane (reconstruite vers 1980) abritant de beaux chapiteaux d'origine (propriété privée). Les vestiges du prieuré sont inscrits au titre des monuments historiques.
L'église paroissiale du village, dédiée à saint Cyr et à sa mère sainte Julitte, deux martyrs chrétiens du IVe siècle a, elle aussi, été édifiée en 1072 par Guillaume Pantol. L'édifice — très souvent remanié  au cours des siècles — a la particularité d'avoir sa tour-clocher à son extrémité orientale, ce qui est très rare en Normandie. Le chœur, le clocher et le portail occidental, du XIIIe siècle, sont classés monuments historiques, le reste de l'église est inscrit.
Le presbytère fut construit par l'abbé Lavigne, fils illégitime du roi de France Louis XV que ce dernier eut avec une servante d'une ferme voisine. Le roi confia l'éducation de ce fils aux évêques de Bayeux et de Lisieux, qui en furent nommés parrains et lui fit parvenir une rente régulière. Ces faits sont appuyés par des documents conservés aux archives de la ville de Caen[source insuffisante].
Le manoir de Jageolet et du bourg, du XVe siècle, a été restauré en 1871. Il est l'œuvre de l'architecte Victor Lemarchand. À noter également les manoirs de Miette des XIVe et XVe siècles et de Nilly des XVe et XVIe siècles.

## Personnalités liées à la commune
- Guillaume du Merle, seigneur de Noron, capitaine de Robert Guiscard en 1077[31] lors de la conquête de la Sicile musulmane puis capitaine de Bohémond d'Antioche (fils de Robert Guiscard) lors de la première croisade (de 1096 à 1099).